# Bona Jurnata
Bona Jurnata è un album di Tullio De Piscopo del 2007, pubblicato dall'etichetta discografica Capriccio (CAPR001).
Registrato presso il Bach Recording Studio di Milano 

Fonico di mix : Celeste Frigo 

Assistente fonico : Salvatore Cascio

## Tracce
1. Vibra (T. De Piscopo - A. Bellati. - F. Cristaldi)
2. Un'onda d'amore (T. De Piscopo - A. Bellati - P. Pelella)
3. Iamme, Iamme, Iamme (T. De Piscopo - F. Gentile - F. Siliotto)
4. Comme si' bella (T. De Piscopo - S. Coppola)
5. Buran - Fortune empress of the world (C. Orff) (T. De Piscopo)
6. A' cuoppo cupo (E. Bennato - T. De Piscopo)
7. Ballando Ballando (T. De Piscopo - A. Bellati - P. Pelella)
8. Nun mi a scuccia' (T. De Piscopo - G. Stotuti - S. Coppola)
9. Pietra di stella (R. Gaspari - T. De Piscopo)
10. A volte capita (T. De Piscopo - A. Bellati - P. Pelella)
11. Akebono (T. De Piscopo)